# Nieves Suárez
Nieves Suárez (1875 -13 de febrero de 1939) fue una actriz de teatro española.

## Biografía

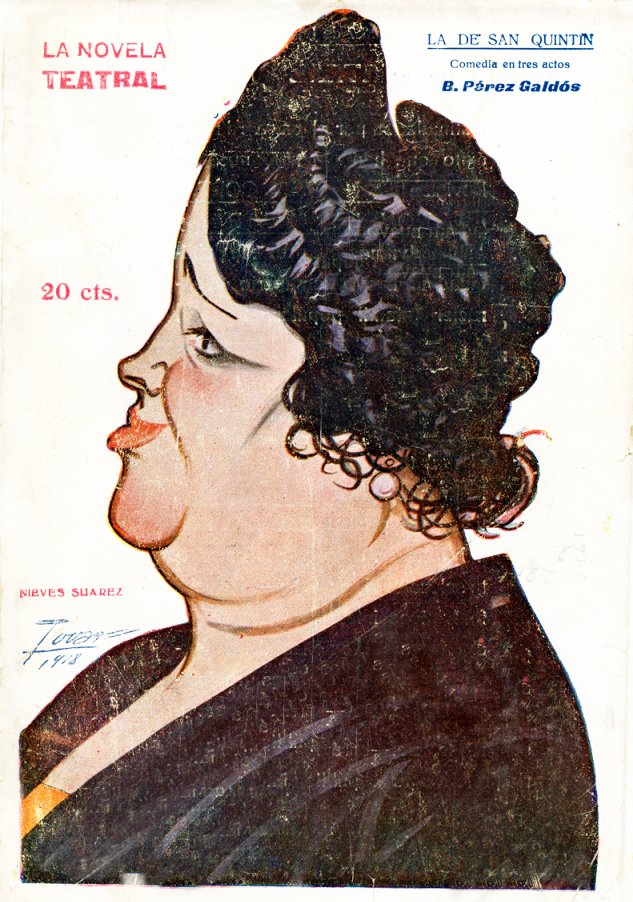
Caricaturizada por Tovar (1918) en La Novela Teatral

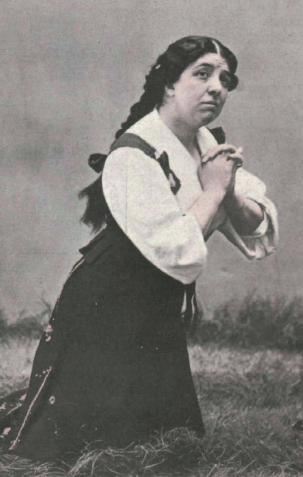
En La Reina Vieja de Guimerá (1911)

Tras cursar estudios con Teodora Lamadrid, se inicia en la interpretación a finales del siglo XIX, obteniendo en esa época triunfos sobre los escenarios como Juan José (1895), de Joaquín Dicenta o Tierra baja (1897), de Ángel Guimerá. Más tarde pasó a la compañía del Teatro Infanta Isabel, de la que llegó a ser primera actriz y con la que estrenó, entre otras obras, La azotea, de los Hermanos Álvarez Quintero. De los mismos autores estrenó Las de Caín en 1908 e interpretó el papel principal en Los Galeotes en 1913.
Se integra en la compañía de María Tubau y la de  María Guerrero y Fernando Díaz de Mendoza, con la que interpreta Más fuerte que el amor (1906) y La princesa Bebé (1906), ambas de Jacinto Benavente, Añoranzas (1906), de Manuel Linares Rivas, El genio alegre (1906), de los Hermanos Álvarez Quintero y Doña María la Brava (1909), de Eduardo Marquina; en 1913, en el Teatro Español estrena Celia en los infiernos, de Benito Pérez Galdós, en el papel protagonista y ese mismo año interpreta a Doña Inés en Don Juan Tenorio de José Zorrilla, junto a Ricardo Calvo. Un año más tarde, en ese mismo escenario vuelva a estrenar a los Quintero en Los leales. En su última etapa trabajó en la compañía de Emilio Thuillier y Hortensia Gelabert. En 1916 sería la protagonista de la obra El Gran Guignol en el Teatro de la Zarzuela, escrita por una mujer, Cecilia Camps Gonzalvo.
Su retirada de los escenarios fue producto de un desafortunado incidente cuando, interpretando la obra En cuerpo y alma, de Manuel Linares Rivas en el Infanta Isabel olvidó su texto y fue abucheada por el público hasta la conclusión de la representación.
Con posterioridad se dedicó a la docencia desde la cátedra de declamación práctica en el Conservatorio.
Suárez falleció el 13 de febrero de 1939 durante la Guerra civil española.